# 葛涛
葛涛，中华人民共和国政治人物、全国脱贫攻坚先进个人。

## 生平
葛涛任河北省民政厅社会救助处一级主任科员。因在脱贫攻坚战中作出突出贡献，2021年2月25日全国脱贫攻坚总结表彰大会上，葛涛被授予“全国脱贫攻坚先进个人”。